# Zemský okres Germersheim
Zemský okres Germersheim (německy Landkreis Germersheim) je zemský okres v německé spolkové zemi Porýní-Falc. Sídlem správy zemského okresu je město Germersheim. Má přibližně 129 tisíc obyvatel. 

## Města a obce
Města:
1. Germersheim
2. Hagenbach
3. Kandel
4. Wörth am Rhein

Obce:
1. Bellheim
2. Berg (Pfalz)
3. Erlenbach bei Kandel
4. Freckenfeld
5. Freisbach
6. Hatzenbühl
7. Hördt
8. Jockgrim
9. Knittelsheim
10. Kuhardt
11. Leimersheim
12. Lingenfeld
13. Lustadt
14. Minfeld
15. Neuburg am Rhein
16. Neupotz
17. Ottersheim bei Landau
18. Rheinzabern
19. Rülzheim
20. Scheibenhardt
21. Schwegenheim
22. Steinweiler
23. Vollmersweiler
24. Weingarten (Pfalz)
25. Westheim (Pfalz)
26. Winden
27. Zeiskam